# Fontaine des Trois Grâces (Malaga)
Pour les articles homonymes, voir Fontaine des Trois Grâces.
La Fontaine des Trois Grâces (en castillan : Fuente de las Tres Gracias), ou Fontaine des Trois Nymphes, est située dans la ville espagnole de Malaga, en Andalousie.

## Histoire

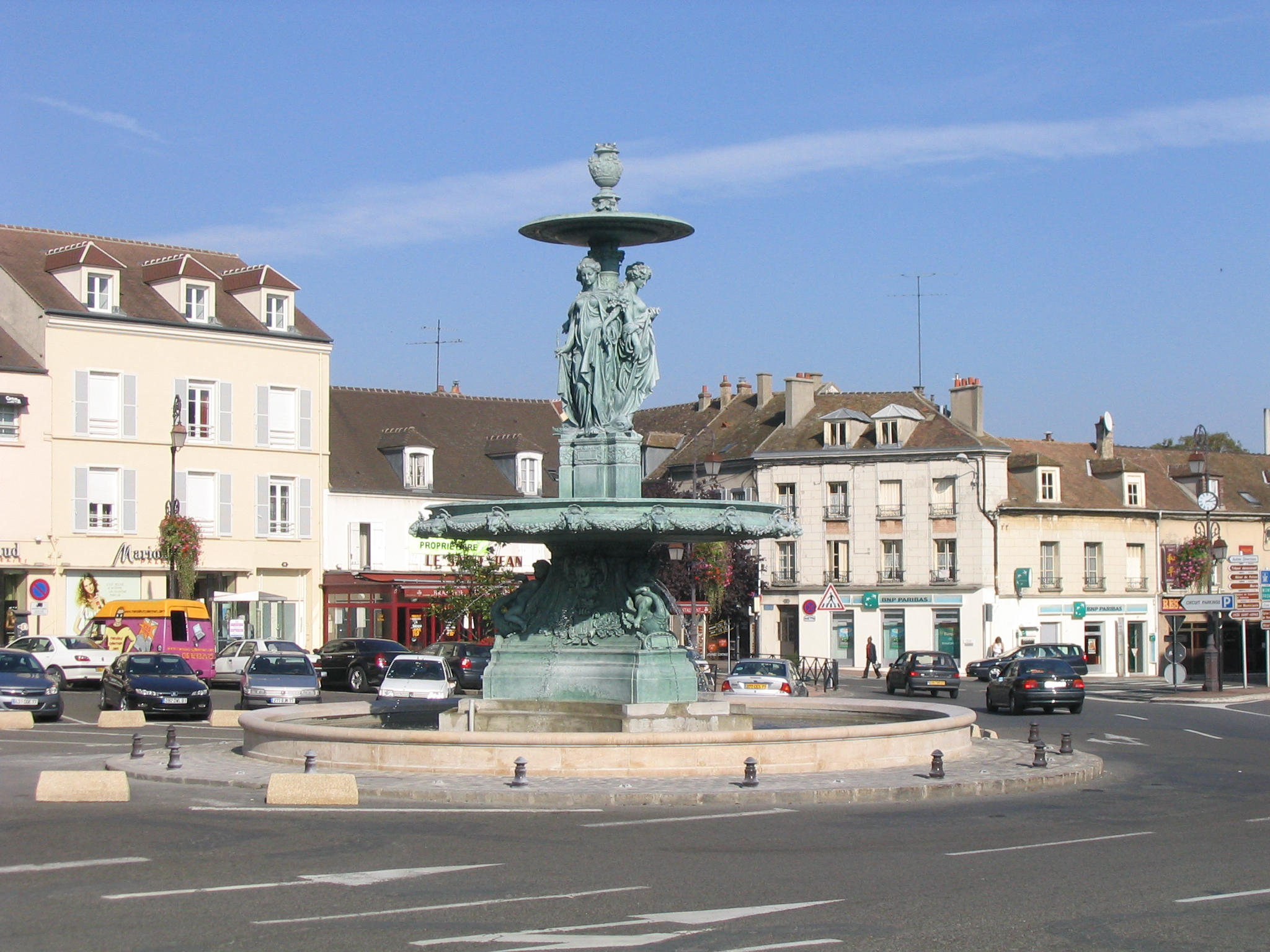
La fontaine Saint-Jean à Melun.

Dessinée par le sculpteur et orfèvre français Jean-Baptiste Klagmann, l'œuvre fait partie du catalogue du fondeur Antoine Durenne. Le modèle original est installé sur la place Saint-Jean de Melun, en France. Elle a été réalisée en fonte, et acquise en 1879 pour être installée sur la Plaza Mayor – aujourd'hui appelée Plaza de la Constitucion –, déplacée en 1901 sur la place de la Marine, et en 1914 réinstallée dans la tonnelle de la place du Général Torrijos, sur le paseo del Parque dans le centre ville,.

## Description
La figure comporte trois corps et deux vasques dans lesquelles sont placées les trois figures féminines d'inspiration classique vêtues de tuniques et tenant des outils agricoles, une rame et la corne d'abondance comme allégorie à la fertilité et aux nymphes protectrices des eaux douces. Son piédestal est de forme triangulaire et comporte des enfants assis sur des cygnes et des guirlandes.
Cette fontaine a servi de modèle pour la fontaine des Trois Gitanes, placée à 1500 mètres de là, et dont les personnages sont habillées de tuniques propres au folklore andalou, au lieu des tuniques de la tradition gréco-romaine.[réf. nécessaire]